# Henri Martin

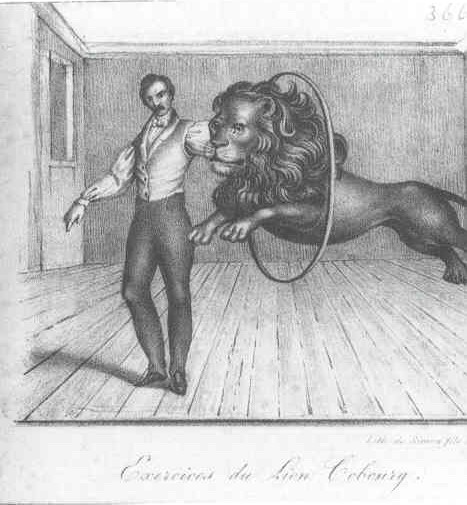
Henri Martin, ca 1820

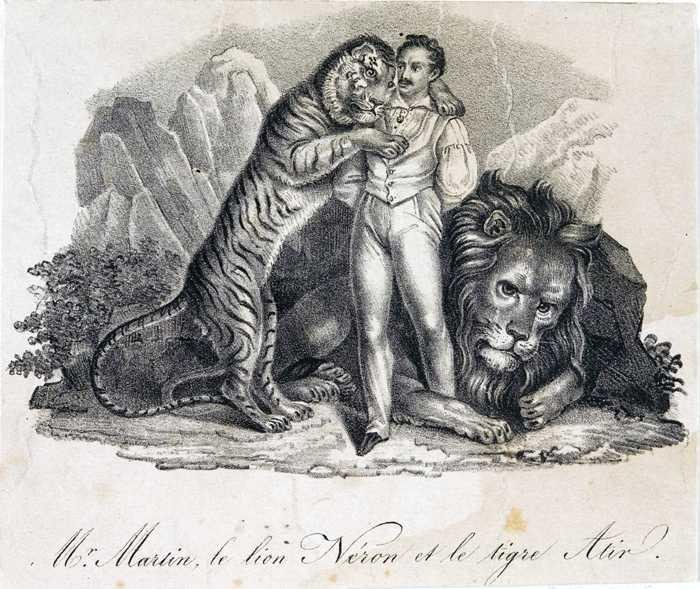
Henri Martin, ca 1830

Pierre Henri Martin, född 10 januari 1793 i Marseille, död 8 april 1882 i Rotterdam, var en berömd fransk cirkusartist och djurtämjare i mitten på 1800-talet. Martin var den förste personen i modern tid att framföra ett cirkusnummer med vilddjur.

## Biografi
Martin började som lärling vid "Circus Guillaume" i italienska Livorno där han lärde sig voltige. Kring 1817 arbetade han som konstryttare vid "Cirque Blondin". 1819 startade han sedan en egen konstryttargrupp och jobbade vid "Menagerie van Aken". Den 20 maj 1820 gifte han sig med ägarens syster Cornelia Wilhelmine Gertrude van Aken.
Kring Juldagen 1819 utförde han det första moderna rovdjursnumret i Europa under en föreställning i Nürnberg med tigern Atyr. Numret omfattade endast ett kort besök i tigerns bur, Martin fortsatte sedan att träna tigern.
Åren 1822-1829 arbetade Martin åter vid "Cirque Blondin", därefter flyttade han till "Cirque Olympique" i Paris där han uppträdde med lejonen Charlotte och Coburg. Han turnerade med dessa även i London. Efter en olycka 1833 under en föreställning vid Drury Lane Theatre i London drog Martin sig tillbaka från cirkuslivet.
Han flyttade till Rotterdam 1837 och blev senare rådgivare inför grundandet av djurparken Natura Artis Magistra i Amsterdam och Zoologischer Garten i Berlin.
Den 20 mar 1850 gifte han sig med konstnären Francina Louise Schot. 1853 utnämndes Martin till förste direktör för djurparken Blijdorp i Rotterdam. 1870 drog han sig tillbaka från yrkeslivet och levde stillsam fram till sin död 1882.